# Bregovi (Kneževo)
Bregovi (szerbül: Брегови), település Kneževo községben, Bosznia-Hercegovinában, a Bosanska Krajina keleti részén, a Szerb Köztársaságban.

## Fekvése
A település Bosznia-Hercegovina északi részén, Banja Lukától légvonalban 35, közúton 55 km-re délre, községközpontjától légvonalban 10, közúton 13 km-re nyugat-délnyugatra, a Čemernica-hegység területén, 740-1320 méteres magasságban található. Központi része a hegység déli-délnyugati lejtőin fekszik, 670-850 méteres magasságban. Nagy kiterjedésű határát döntően erdő borítja. Tőle délre található az Ugar-folyó mély szurdokvölgye.

## Népessége
| Nemzetiségi csoport | Népesség 1991 | Népesség 2013 |
| ------------------- | ------------- | ------------- |
| Szerb               | 275           | 112           |
| Bosnyák             | 0             | 0             |
| Horvát              | 0             | 0             |
| Jugoszláv           | 0             | 0             |
| Egyéb               | 0             | 0             |
| Összesen            | 275           | 112           |

## Története
A szerb lakosságú település 1878-ig tartozott az Oszmán Birodalomhoz, ekkor a berlini kongresszus határozata alapján az Osztrák-Magyar Monarchia része lett. 1879-ben az első osztrák-magyar népszámlálás során a Jajcai járáshoz és Milan-Kneževina községhez tartozó településnek 24 háztartása és 266 ortodox szerb lakosa volt. 1910-ben a Kotor Varoš-i járáshoz és Bregovi községhez tartozó településen 43 háztartást és 347 ortodox lakost találtak. A monarchia szétesésével 1918-ban előbb a Szerb-Horvát-Szlovén Királyság, majd 1929-től a Jugoszláv Királyság része lett. 1921-ben 524 lakosa volt, mind ortodox szerbek. Az 1929-es törvény értelmében, amikor Bosznia-Hercegovinát négy banovinára, Drinskára, Vrbaskára, Zetskára és Primorskára osztották, a település a Vrbaska banovina része lett, amelynek székhelye Banja Luka volt. Jugoszlávia megszállása után a Független Horvát Állam (NDH) része lett. A második világháború után 1992-ig a település a szocialista Jugoszlávia keretében a Bosznia-Hercegovinai Népköztársaság része volt. A boszniai háborút lezáró daytoni békeszerződést követő területfelosztásnál a Szerb Köztársaság területéhez került.